# WrestleMania 23
WrestleMania 23 foi o vigésimo terceiro evento anual do WrestleMania, produzido pela World Wrestling Entertainment (WWE) e transmitido em pay-per-view, que ocorreu em 1 de abril de 2007 no Ford Field em Detroit, Michigan.
O evento contou com a participação dos lutadores dos programas Raw, SmackDown! e ECW, tendo acontecido oito lutas ao todo. No evento principal, John Cena derrotou Shawn Michaels pelo WWE Championship. Na rivalidade predominante do SmackDown!, Batista foi derrotado por The Undertaker em um combate onde Batista defendia o World Heavyweight Championship. A principal rivalidade da ECW se centrou na batalha entre os ECW Originals contra a The New Breed, que os ECW Originals venceram. Outras lutas notáveis incluíram o campeão da ECW Bobby Lashley, gerenciado por Donald Trump, contra o campeão intercontinental Umaga, gerenciado por Mr. McMahon, em um combate anunciado como "Battle of the Billionaires". e a terceira luta Money in the Bank.
Os ingressos para o evento foram colocados à venda em 11 de novembro de 2006. O recorde de público de 80.103 pessoas no Ford Field consistiu de pessoas de todos os cinquenta estados dos Estados Unidos, vinte e quatro países e nove províncias canadenses. O WrestleMania 23 arrecadou US$ 5,38 milhões em vendas de ingressos, batendo o recorde anterior de $ 3,9 milhões do WrestleMania X8. A WWE estimou que $ 25 milhões foram injetados na economia de Detroit. Com cerca de 1,2 milhão de compras, o evento foi o pay-per-view mais comprado na história da WWE. O WrestleMania XXVIII em 2012 passou este recorde, tendo sido vendido 1,21 milhões de vezes. Ele também tem o quarto maior comparecimento na história do WrestleMania, atrás apenas do WrestleMania III e mais tarde do WrestleMania 29 e WrestleMania 32, que atraíram 80.676 fãs em 2013 e 101.763 em 2016, respectivamente.

## Resultados
| Nº                                          | Resultados | Estipulações                                                             | Tempo |
| ------------------------------------------- | --- | ------------------------------------------------------------------------ | ----- |
| Dark                                        | Ric Flair e Carlito derrotaram Gregory Helms e Chavo Guerrero                                                                                                | Luta Lumberjack                                                          | N/A   |
| 1                                           | Mr. Kennedy derrotou Edge, CM Punk, King Booker (com Queen Sharmell), Jeff Hardy, Matt Hardy, Finlay e Randy Orton                                           | Luta Money in the Bank                                                   | 19:10 |
| 2                                           | The Great Khali derrotou Kane | Luta individual                                                          | 5:31  |
| 3                                           | Chris Benoit (c) derrotou Montel Vontavious Porter | Luta individual pelo WWE United States Championship                      | 9:15  |
| 4                                           | The Undertaker derrotou Batista (c) | Luta individual pelo World Heavyweight Championship                      | 15:47 |
| 5                                           | ECW Originals (Tommy Dreamer, Sabu, The Sandman e Rob Van Dam) derrotou The New Breed (Elijah Burke, Marcus Cor Von, Matt Striker e Kevin Thorn) (com Ariel) | Luta de quartetos                                                        | 7:27  |
| 6                                           | Bobby Lashley (com Donald Trump) derrotou Umaga (com Mr. McMahon e Armando Alejandro Estrada)                                                                | Luta cabelo vs. cabelo com Stone Cold Steve Austin como árbitro especial | 13:00 |
| 7                                           | Melina derrotou Ashley | Luta Lumberjill pelo WWE Women's Championship                            | 3:40  |
| 8                                           | John Cena (c) derrotou Shawn Michaels | Luta individual pelo WWE Championship                                    | 28:22 |
| (c) – Refere-se aos campeões antes da luta. | |                                                                          |       |